# Гурдићи (Соколац)
Гурдићи су насељено мјесто у општини Соколац, Република Српска, БиХ. На попису становништва 2013. у њему живио 21 становник.

## Историја
Насељено мјесто Гурдићи је до 1992. комплетно припадало предратној општини Олово. Током рата у Босни и Херцеговини оно се нашло на линији фронта двије зараћене стране. Након овог рата, село је подјељено и већи дио села се нашао под контролом муслиманских снага, те је припало општини Олово у саставу Федерације БиХ, а други, мањи дио, је био под контролом Војске Републике Српске, па је припало и општини Соколац у Републици Српској.

## Становништво
| Националност | 2013.       | 1991.        | 1981.        | 1971.        |
| Муслимани*   |             | 333 (91,99%) | 352 (87,13%) | 359 (87,35%) |
| Срби         |             | 29 (8,011%)  | 36 (8,911%)  | 51 (12,41%)  |
| Југословени  |             | —            | 16 (3,960%)  | 1 (0,243%)   |
| Укупно       | 21 (100,0%) | 362 (100,0%) | 404 (100,0%) | 411 (100,0%) |

- Муслимани се данас углавном изјашњавају као Бошњаци.